# Club Deportivo Parque del Plata
O Club Deportivo Parque del Plata ou somente Parque del Plata é um clube de futebol do Uruguai que fica sediado em Parque del Plata no departamento de Canelones. 
O Parque del Plata nunca ganhou um título.
1. ↑  Estadios de Uruguay - Parque El Balneario
2. ↑  «Parque del Plata: La "verde" va madurando…». El ascenso.com. 25 de abril de 2017